# Evangeliekirken
Evangeliekirken er en kirkebygning på Worsaaesvej (indtil 1929: Sophievej) 5, Frederiksberg, som tilhører Evangelieforsamlingen, der er en del af Pinsekirken.
Kirkebygningen var oprindeligt ejet af The Foreign Christian Missionary Society i Cincinnati, og blev anvendt af Kristi Kirke, der er et amerikansk kirkesamfund. Men de ophørte med deres aktiviteter, og bygningen blev efter i en årrække at være ejet af Baptistkirken og i starten af 1980’erne købt af Evangelieforsamlingen, der er en del af Pinsekirken i Danmark. Evangelieforsamlingen havde allerede i slutningen af 1930’erne lejet sig ind i bygningen
Evangelieforsamlingen er stiftet i 1919, og er i dag Danmarks ældste pinsekirke, dog var menigheden fra 1924-36 en del af Apostolsk Kirke, og kun en del af den oprindelige kirke vendte i 1936 tilbage til at være en pinsekirke. Kirkebygningen hedder Evangeliekirken og efterhånden anvendes dette navn også om menigheden i stedet for Evangelieforsamlingen.
Kristi Kirke, der oprindeligt anvendte bygningen, er stiftet 13. august 1876 til ramme om primitiv, oprindelig kristendom og kristelig enhed på nytestamentligt grundlag. Medlemmerne, der kaldte sig Kristi disciple eller kristne, døbtes som voksne. Kirken er indviet 26. oktober 1890 (tidligere lokale i Dronningens Tværgade 28) og har kostet ca. 80.000 kr. Arkitekt var den lokale arkitekt D.W. Leerbeck.
Den historicistiske bygning er bygget af røde mursten i to etager, er prydet med pilastre og indeholder en højloftet underetage med en sal, nogle mindre rum, køkken og toiletter. På 1. sal vestibule og en stor sal, 53x34 fod og 24 fod høj, med tøndehvælv dekoreret loft, der dog siden er forsænket af hensyn til akustikken. Herudover er en tidligere balkon øverst omdannet til kontor. Der er indvendig bagtrappe samt en nyere indvendig trappe mellem køkkenet og salen på første sal.